# Truyère
Truyère (wym. [tʁyjɛʁ]) – rzeka we Francji przepływająca przez departamenty: Lozère, Cantal i Aveyron. Ma długość 167,2 km. Uchodzi do rzeki Lot.

## Geografia
Rzeka ma źródła w pobliżu przełęczy Col des Trois Sœurs, na wysokości 1450 m n.p.m. w paśmie Margeride (Masyw Centralny), na terenie w gminy La Villedieu. Początkowo rzeka płynie w kierunku północno-zachodnim, w dolinie będącej kiedyś częścią dorzecza Allier. Około 7 milionów lat temu wybuch wulkanu Plomb du Cantal spowodował wypływ bazaltowej lawy, która zatamowała dolinę rzeki w pobliżu dzisiejszej miejscowości Saint-Flour. W efekcie rzeka zmieniła swój bieg oraz dorzecze – od tego miejsca płynie w kierunku południowym i schodzi do głębokiej doliny z relatywnie młodą rzeźbą terenu. Truyère uchodzi do Lot w gminie Entraygues-sur-Truyère. 
Truyère płynie na terenie trzech departamentów, w tym 44 gmin:
LozèreLa Villedieu (źródło), Estables, Les Laubies, Chaulhac, Saint-Léger-du-Malzieu, Blavignac, Rimeize, Fontans, Saint-Pierre-le-Vieux, Le Malzieu-Ville, Serverette, Saint-Gal, Saint-Alban-sur-Limagnole, Saint-Amans, Le Malzieu-Forain, Prunières, Albaret-Sainte-Marie, Javols
CantalOradour, Neuvéglise, Chaliers, Fridefont, Alleuze, Faverolles, Saint-Martial, Sainte-Marie, Paulhenc, Lieutadès, Espinasse, Chaudes-Aigues, Lavastrie, Loubaresse, Ruynes-en-Margeride, Anglards-de-Saint-Flour
AveyronCantoin, Brommat, Saint-Symphorien-de-Thénières, Sainte-Geneviève-sur-Argence, Thérondels, Saint-Hippolyte, Lacroix-Barrez, Montézic, Campouriez, Entraygues-sur-Truyère (ujście)

### Hydroenergia
Relatywnie duże opady w masywach Aubrac oraz Cantal, a także znaczne spadki biegu rzek, pozwoliły zbudować szereg zapór w głębokich wąwozach dorzecza Lot, w tym także w dolinie rzeki Truyère. Zapory te dostarczają około 10% hydroenergii wytwarzanej we Francji. Rozwój hydroenergetyki rozpoczął się w 1930 roku wraz z budową zapór Sarrans i Bromme. 

### Most Garabit

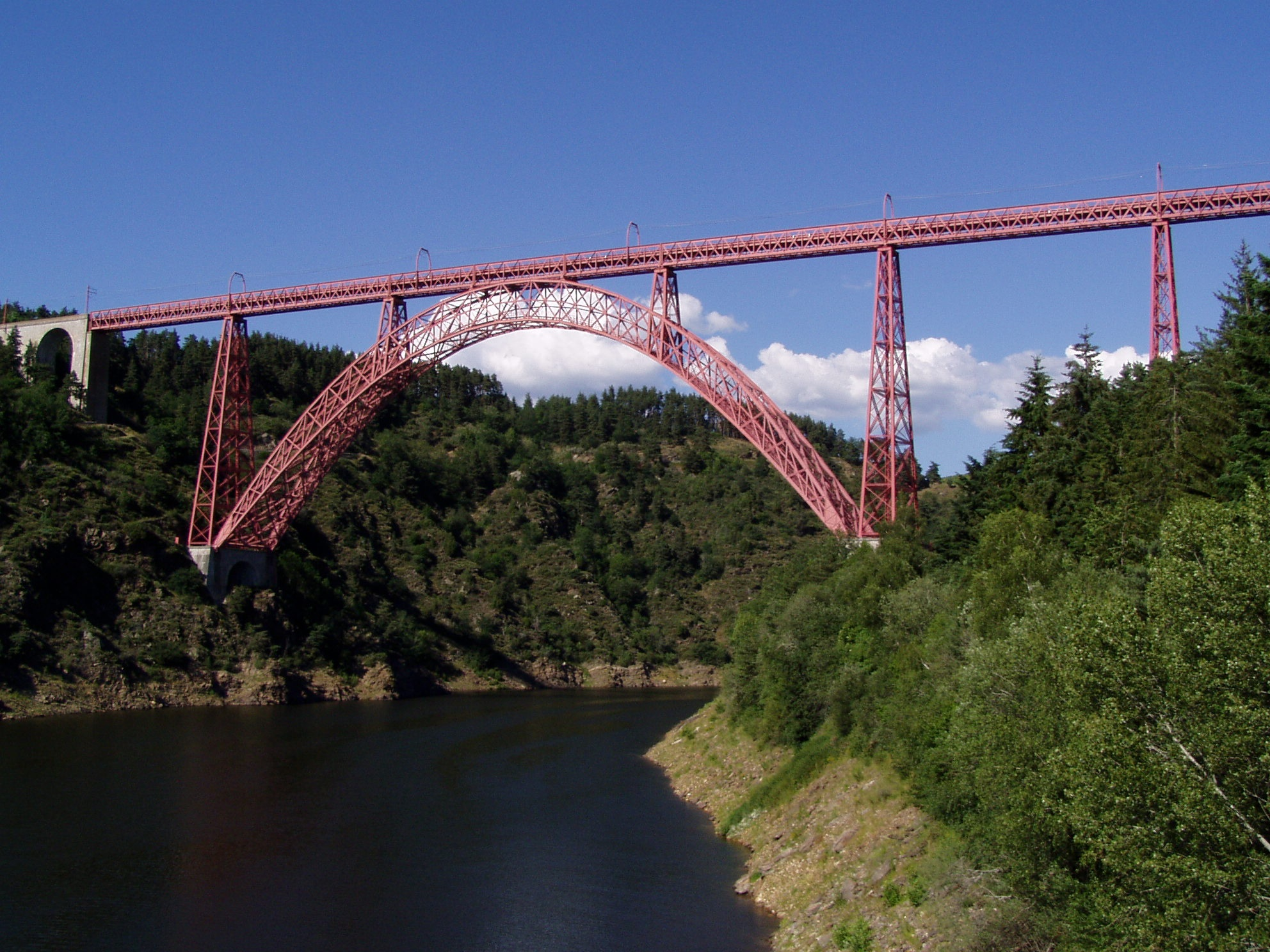
Wiadukt Garabit nad rzeką Truyère

Nad doliną rzeki wzniesiono most kolejowy Garabit, który jest jednym z najbardziej charakterystycznych dzieł Gustave’a Eiffela. Most ten powstał w następstwie podobnego projektu w Portugalii. Był częścią serii, która utworzyła nowy etap w sztuce konstrukcji, której styl charakteryzował się lekkością detali zaczerpniętym z końca średniowiecza. W 1877 roku zapadła decyzja o połączeniu linią kolejową miejscowości Neussargues-Moissac i Marvejols, w tym o budowie mostu nad ponadstumetrowej wysokości doliną Truyère. Projekt został zrealizowany przez Gustave’a Eiffela przy pomocy inżyniera Léona Boyera. Łuk środkowy powstał w 1884 roku, a prace nad całym mostem zostały ukończone 4 lata później. Most został oddany do użytku w 1889 roku. Od 14 września 1965 roku ma status zabytku monument historique.

## Hydrologia
Uśredniony roczny przepływ rzeki Truyère wynosi 69,5 m³/s. Pomiary zostały przeprowadzone na przestrzeni ostatnich 78 lat w miejscowości Entraygues-sur-Truyère. Największy przepływ notowany jest w marcu (109,0 m³/s), a najmniejszy w sierpniu – 17,1 m³/s. 

## Dopływy
Truyère ma 99 dopływów. Są to:
| - Valat du Bois Long - Ruisseau du Pous - Devès - Ruisseau des Massouses - Ruisseau de Guigne - Ruisseau de Laces - Ruisseau des Azégades - Ruisseau de Grelios - Ruisseau de Grenaldès - Ruisseau de Corriger - Ruisseau de Rieutortet - Mézère - Ruisseau des Roussels - Triboulin - Ruisseau de Prévenchères - Ruisseau de Bigose - Rimeize - Limagnole - Ruisseau de Rieu Male - Valat de Rieu Calsio - Ruisseau de la Gardelle - Riou du Bosc - Ruisseau de Pisseratte - Ruisseau de Combe Neyre - Ruisseau du Dapatras | - Ruisseau de Villeret - Ruisseau de Galastre - Ruisseau du Pontet - Ruisseau de Saint-Pierre - Ruisseau de Crozac - Ruisseau de Mazeyrac - Ruisseau de Chambaron - Ruisseau de Blavignac - Ruisseau des Thérons - Ruisseau de Malecombe - Ruisseau de Chatougno - Ruisseau de la Muse - Ruisseau de Rieumonet - Ruisseau de Chazette - Ribeyre - Ruisseau de la Roche - Ruisseau de Mongon - Ruisseau d'Arcomie - Ruisseau d'Arling - Ander - Ruisseau de Rieumar - Ruisseau de Levert - Ruisseau de Mouguenoux - Ruisseau de Lodières - Rivière d'Alleuze | - Bès - Ruisseau de Chabriol - Ruisseau de Granval - Ruisseau de Las Costes - Ruisseau de Las Fouliauges - Ruisseau de Chalivet - Ruisseau des Everses - Ruisseau de Besse - Vigan - Ruisseau de Béquet - Ruisseau de Cordesse - Ruisseau d'Irlandés - Remontalou - Ruisseau de Nazat - Ruisseau de Montignac - Ruisseau de l'Epie - Ruisseau de la Prade - Ruisseau de Bennes - Ruisseau de Croupelle - Ruisseau des Egrezats - Ruisseau de Lévandès - Ruisseau de Montjalou - Ruisseau de Roques Tournier - Lebot - Ruisseau de Chantal | - Vezou - Ruisseau de Baldour - Ruisseau des Moulins - Ruisseau de Paulhenc - Brezons - Ruisseau de Vines - Cantoinet - Ruisseau d'Endesques - Ruisseau du Barthas - Argence Vive - Ruisseau du Batut - Ruisseau des Ondes - Bromme - Ruisseau de Bérou - Ravin du Serre - Ruisseau de Piolade - Ravin de Feyt - Ruisseau des Vergnes - Ravin de la Maurelle - Ruisseau d'Alcuéjoul - Ruisseau de Gouzou - Goul - Selves - Ruisseau le Moulinet |